# Золочів (станція, Південна залізниця)
Зо́лочів — пасажирська залізнична станція Харківської дирекції Південної залізниці на лінії Одноробівка — Шпаківка між зупинними пунктами Світличний та Соснівка. Розташована за 41 км на північний захід від Харкова в смт Золочів.

## Історія
Станцію Золочів засновано 1910 року під час прокладання територією району залізниці Харків — Брянськ, а саме будівництво залізниці і станції почалося двома роками раніше. За цей короткий термін було укладено залізничні колії, побудовані штучні споруди, мости, вокзал, пости, житлові будинки, службово-технічні приміщення. Будівництво здійснювалося в основному вручну. Тисячі кубометрів ґрунту переміщалися на конях і за допомогою тачок. Але праця працівників, а їх називали «грабарі», оплачувалася порівняно високо, і на будівництво прагнули потрапити всі місцеві працездатні жителі. Велику роль в поступове зростання міста і його зміцнення відіграла залізниця, що сприяло виникненню нових підприємств. На той час в Золочеві вже існували два горілчані заводи та банк.
Перша світова війна, а за нею і громадянська, нанесли значних збитків району. У 1919 році Харків захопили білогвардійці. 24 червня 1919 року залізничники в санітарному поїзді, який вони супроводжували, рушили з Харкова на північ. Дізнавшись про це, білогвардійці розібрали залізничне полотно між зупинними пунктами Соснівка та Чорноглазівка і влаштували тут засідку. Бій був жорстоким, в живих залишилися лічені червоноармійці.
1922 року на цьому місці був споруджений пам'ятник героям-залізничникам. Його встановили ізюмські паровозоремонтники.
На самому початку німецько-радянської війни станція стала місцем битв. У районі залізничної станції були споруджені бліндажі, окопи, протитанковий рів та інші укріплення. 22 жовтня 1941 року нацисти вдерлись в Золочів. Була зруйнована частина будівлі вокзалу. Залишилась цілою лише північна частина будівлі, в якій декілька років працювали всі службовці станції. Окупація тривала до 8 серпня 1943 року. 
Відновлений вокзал та станція лише у 1954 році. В цьому ж році станція була обладнана механічною централізацією стрілок. У парній і непарній горловині станції були встановлені розпорядчий і виконавчий пости, був введений в дію трикутник для розвороту локомотивів, водозаправні колонки для постачання паровозів водою.
1968 року, з початком реконструкції та електрифікації дільниці Харків — Золочів, почався новий етап в житті станції.
5 грудня 1970 року на станцію Золочів прибув перший електропоїзд.
20 грудня 1970 року введена в постійну експлуатацію дільниця електрифікованої колії Харків — Золочів.
1984 року через станцію пройшов перший в СРСР важковантажний потяг вагою у 33,05 тис. т, який складався з 428 вагонів та 5-ти тепловозів (3 трисекційних та 2 двосекційних). Потяг пройшов маршрутом Основа — Готня — Суми — Ворожба.
До 1991 року на двоколійному перегоні в бік Росії здійснювався інтенсивний рух вантажних і пасажирських поїздів, потім інтенсивність руху впала майже до нуля та ще й частина колій була розібрана.

## Пасажирське сполучення
Від станції Золочів прямують приміські потяги до станцій Харків-Балашовський, Харків-Пасажирський та Одноробівка.

## Галерея

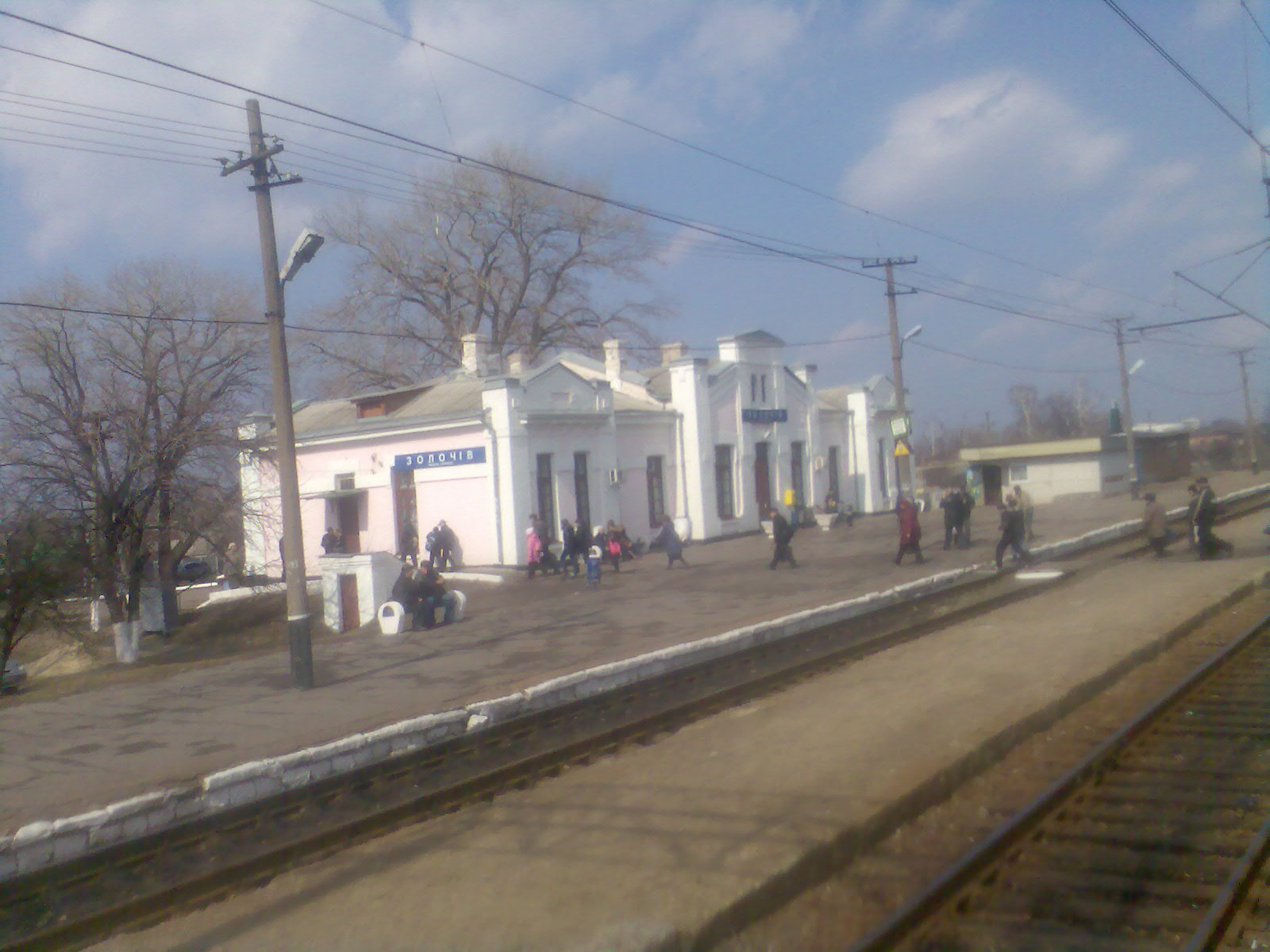
Залізничний вокзал (до 1970 року)
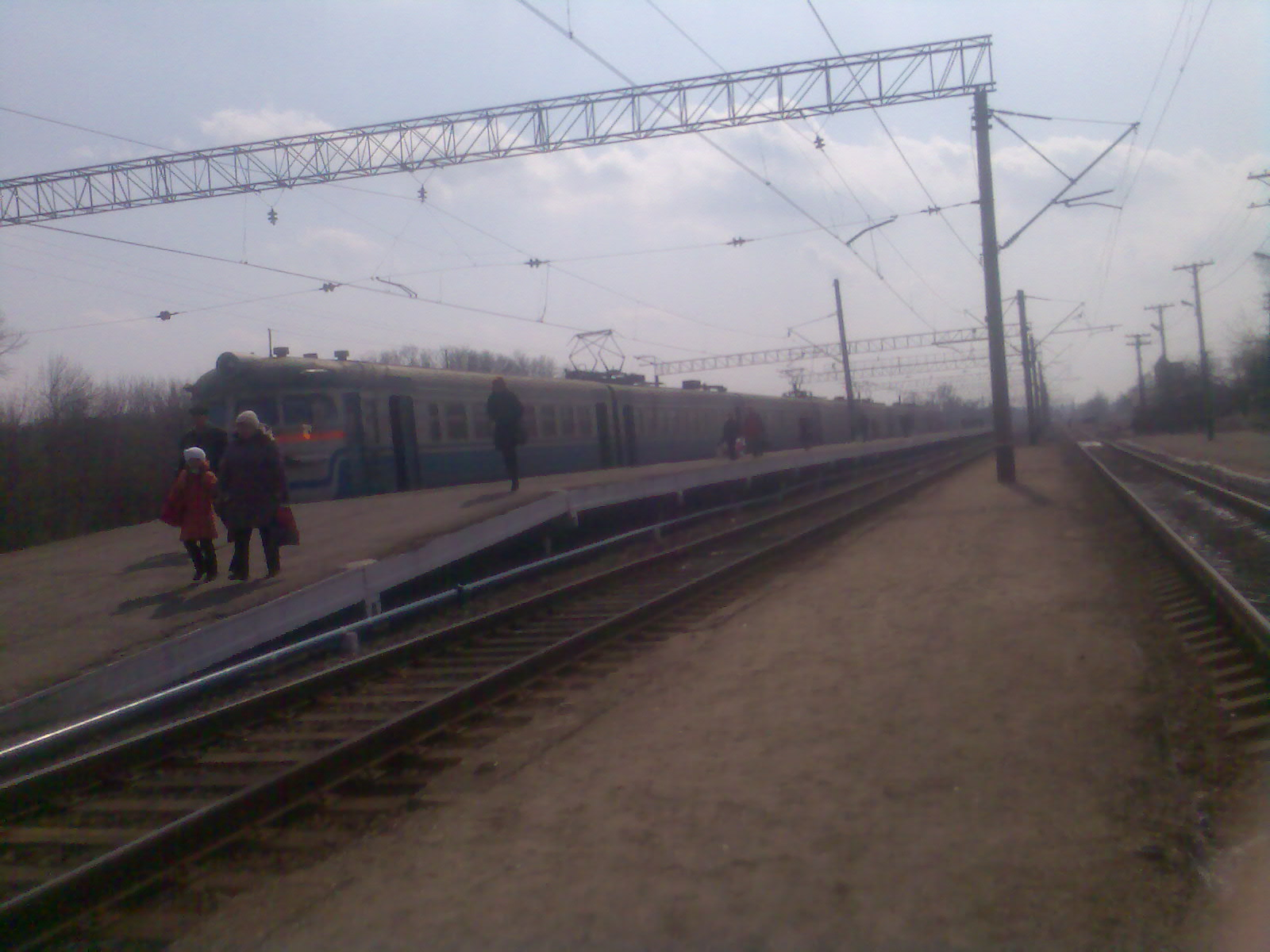
Електропоїзд ЕР2 на станції Золочів
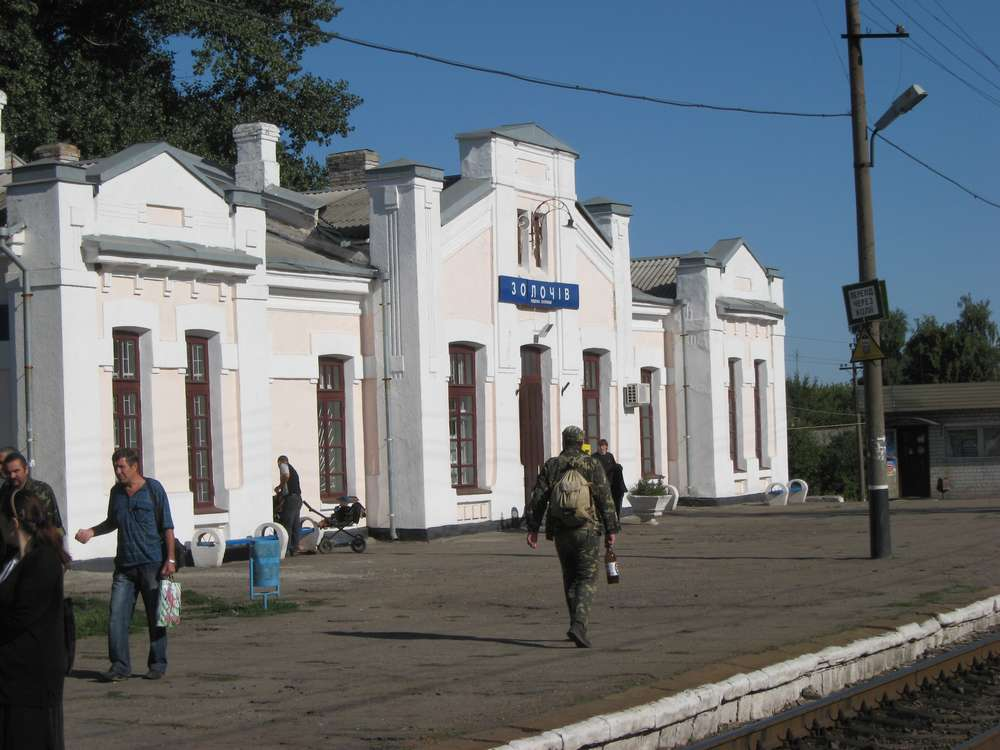
Вокзал з боку платформ